# Rhynchodontodes biformatalis
Rhynchodontodes biformatalis är en fjärilsart som beskrevs av John Henry Leech 1900. Rhynchodontodes biformatalis ingår i släktet Rhynchodontodes och familjen nattflyn. Inga underarter finns listade.